# Destroyer (filme de 1943)
Destroyer é um filme de guerra estadunidense de 1943, dirigido por William A. Seiter  para a Columbia Pictures.
O tenente-comandante Donald Smith, consultor técnico do filme, serviu como oficial de navegação no USS Arizona BB-39 até um mês antes do navio ser afundado em Pearl Harbor.

## Elenco
- Edward G. Robinson...Steve Boleslavski
- Glenn Ford...Mickey Donohue
- Marguerite Chapman...Mary Boleslavski
- Edgar Buchanan...Kansas Jackson
- Leo Gorcey...Sarecky
- Regis Toomey...Tenente-comandante Clark
- Edward Brophy...Casey
- Warren Ashe...tenente Morton
- Benson Fong...homem do sonar japonês (não creditado)
- Richard Loo...capitão do sub,marino japonês (não creditado)
- Lloyd Bridges
- Larry Parks...mecânico (não creditado)

## Sinopse
Em 1943 o chefe naval aposentado Steve "Boley" Boleslavski trabalha em um estaleiro e ajuda a construir com esmero o navio contratorpedeiro ("destroyer") John Paul Jones (nome de um herói naval norte-americano), que tem o mesmo nome do navio que ele servira na Primeira Guerra Mundial e que afundara após salvar um porta-aviões de torpedeamento. Ele fica sabendo que o capitão do navio, tenente comandante Clark, fora marinheiro no antigo navio e resolve pedir-lhe para voltar a seu antigo posto. O comandante fica relutante, pois não quer dispensar o chefe atual, o competente Mickey Donohue e cede mas mantém os dois na tripulação. Boley acaba irritando a todos pelo seu perfeccionismo e falta de conhecimento das armas modernas e briga com Donohue, mesmo este estando interessado na filha dele, Mary. A situação piora quando o navio não passa nos testes e é impedido de entrar em combate, ficando encarregado dos correios. Mas Boley confia nas qualidades da embarcação e só espera uma chance para que todos possam provar seu valor em combate.